# Langenrohr
Langenrohr es una localidad situada en el distrito de Tulln, en el estado de Baja Austria, Austria. Tiene una población estimada, a principios del año 2022, de 2484 habitantes.
Está ubicada en el centro del estado, a poca distancia de Viena y del río Danubio.